# Parcul național Sächsische Schweiz

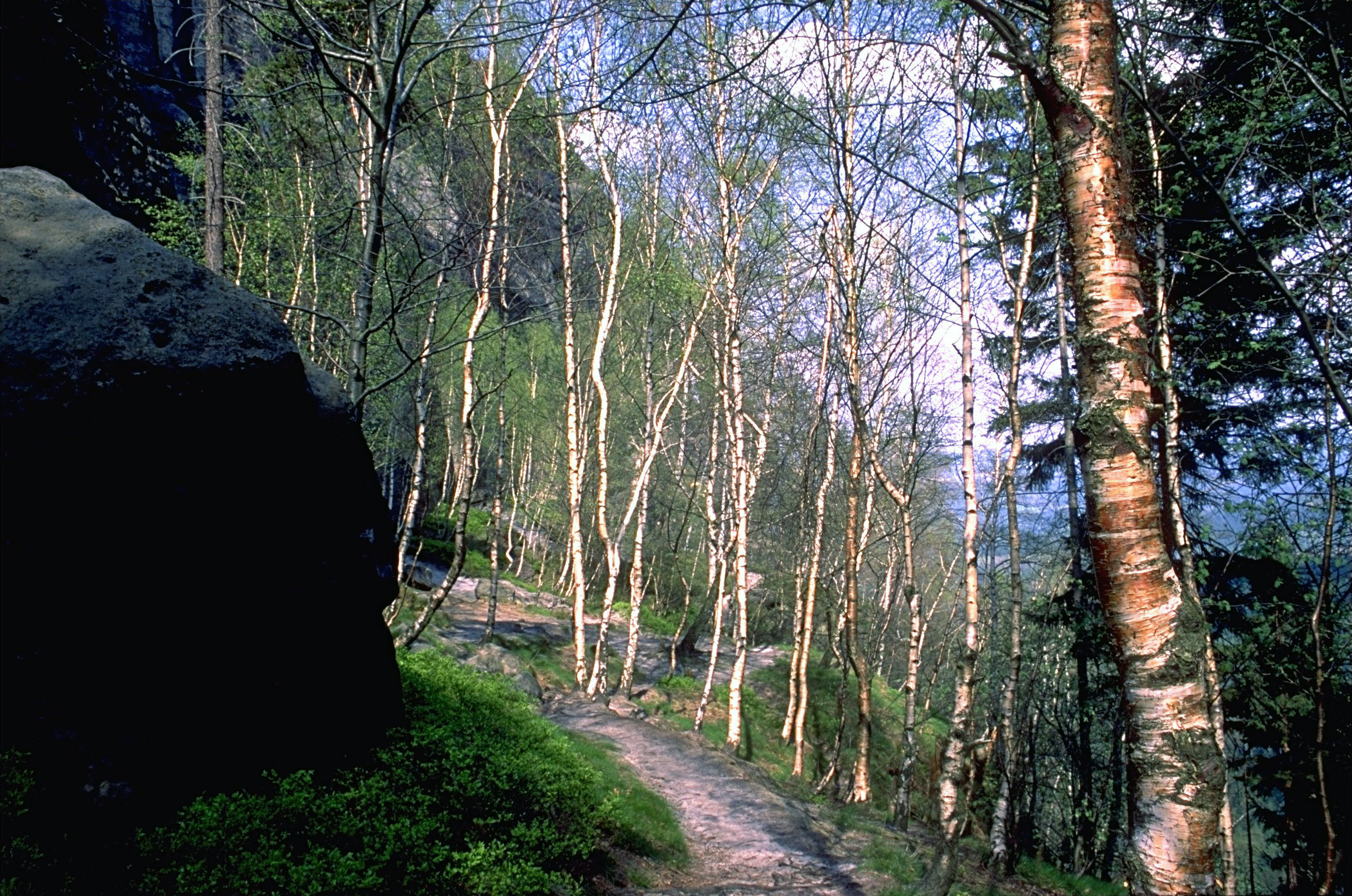
Pădure de mesteacăn in Sächsische Schweiz

Parcul Național Sächsische Schweiz se află la est de Dresda, lângă granița cehă pe cursul superior al Elbei în landul Sachsen, Germania. Parcul a fost înființat la dat de 12 septembrie 1990 și se întinde pe o suprafață de 93,5 km².
Teritoriul rezervației se împarte în două regiuni separate:
- teritoriul aflat în districtul Sächsische Schweiz cu localitățile: Bad Schandau, Hohnstein, Kirnitzschtal, Königstein, Lohmen, Porschdorf, Kurort Rathen, Sebnitz, Stolpen și Stadt Wehlen.
- teritoriul aflat în Cehia cu o parte din Elbsandsteingebirge (Munții Elbei) și care se continuă cu Böhmische Schweiz.

## Caracteristici

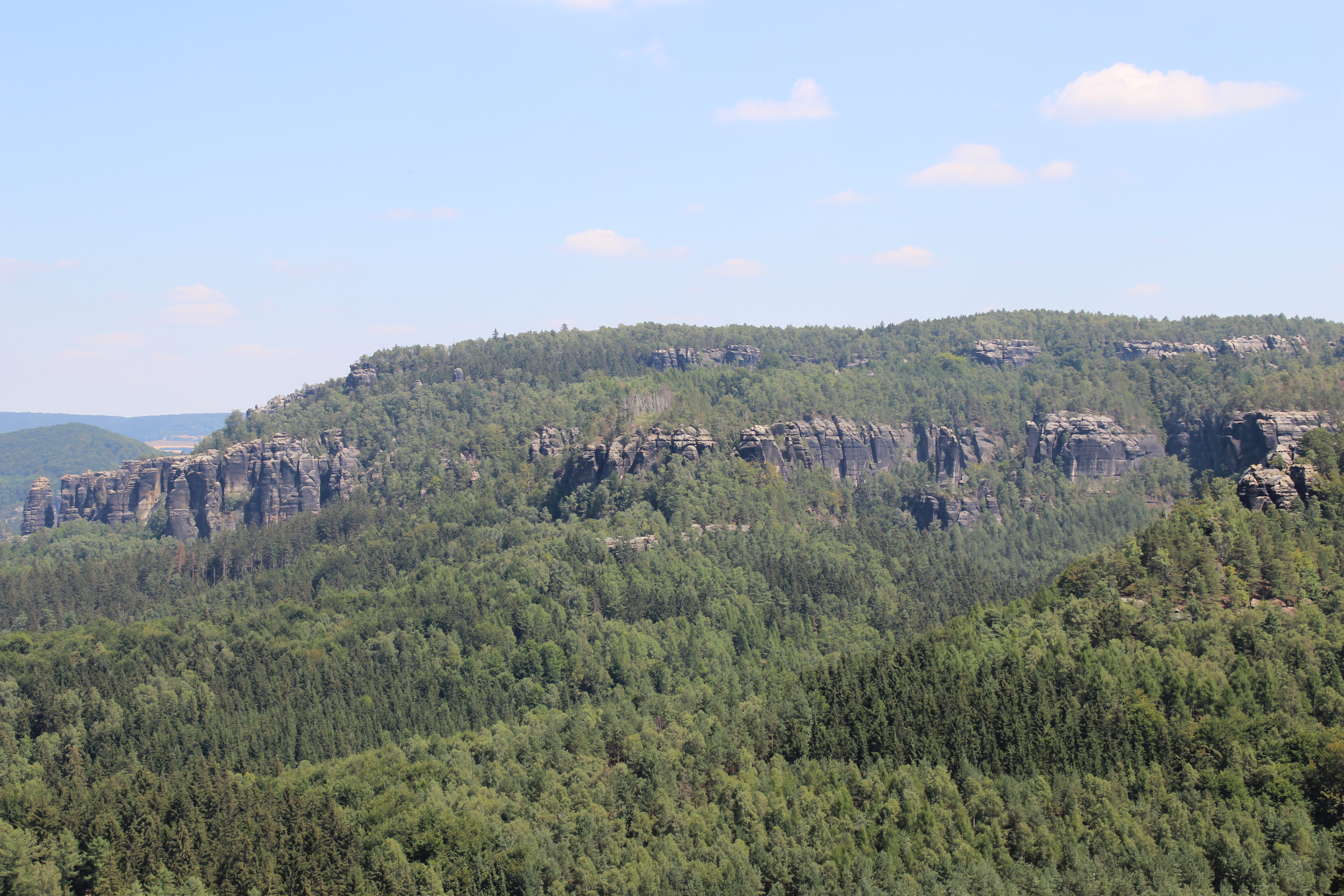
Affensteine

Inălțimea maximă a regiunii atinge numai altitudinea de 556 m deasupra n.m., lucru care este nespecific grupei munților Mittelgebirge. Sächsische Schweiz este cunoscut prin formele variate de climă aflate pe o suprafață relativ mică. Din punct vedere geologic roca principală este gresia de vârstă cretacică (cu vechime de 135 milioane de ani). Inițial regiunea a fost un fund de mare, unde au avut loc depuneri în straturi alternative de nisip și argilă, care ulterios s-au solidificat sub formă de gresie ce ating o grosime de 600 de m. In perioadele geologice următoare regiunea s-a ridicat, rocile sedimentare existente au fost supuse acțiunii de eroziune de la suprafața pământului, formându-se formațiunile stâncilor bizare ce caracterizează peisajul pitoresc specific regiunii.
Parcul național oferă cca. 400 de km de căi drumeție, 49,9 km drumuri de bicicletă și 755 stânci pentru cățărat.